# Europarlamentari della Grecia della VIII legislatura
Gli europarlamentari della Grecia della VIII legislatura, eletti in occasione delle elezioni europee del 2014, sono stati i seguenti.

## Composizione storica
| Europarlamentare       | Lista                            | Gruppo  |
| ---------------------- | -------------------------------- | ------- |
| Nikos Androulakis      | Ulivo - Schieramento Democratico | S&D     |
| Kostas Chrysogonos     | SYRIZA                           | GUE/NGL |
| Georgios Epitideios    | Alba Dorata                      | NI      |
| Lampros Fountoulis     | Alba Dorata                      | NI      |
| Manolis Glezos         | SYRIZA                           | GUE/NGL |
| Giorgos Grammatikakis  | To Potami                        | S&D     |
| Eva Kailī              | Ulivo - Schieramento Democratico | S&D     |
| Georgios Katrougkalos  | SYRIZA                           | GUE/NGL |
| Manolis Kefalogiannis  | Nuova Democrazia                 | PPE     |
| Kostadinka Kuneva      | SYRIZA                           | GUE/NGL |
| Miltiadis Kyrkos       | To Potami                        | S&D     |
| Georgios Kyrtsos       | Nuova Democrazia                 | PPE     |
| Notis Marias           | Greci Indipendenti               | ECR     |
| Kōnstantinos Papadakīs | Partito Comunista di Grecia      | NI      |
| Dimitrios Papadimoulis | SYRIZA                           | GUE/NGL |
| Sofia Sakorafa         | SYRIZA                           | GUE/NGL |
| Maria Spyraki          | Nuova Democrazia                 | PPE     |
| Eleftherios Synadinos  | Alba Dorata                      | NI      |
| Elissavet Vozemberg    | Nuova Democrazia                 | PPE     |
| Theodōros Zagorakīs    | Nuova Democrazia                 | PPE     |
| Sōtīrios Zarianopoulos | Partito Comunista di Grecia      | NI      |

## Modifiche intervenute

### SYRIZA
- In data 27.01.2015 a Georgios Katrougkalos subentra Stelios Kouloglou.
- In data 20.07.2015 a Manolis Glezos subentra Nikolaos Chountis.